# نووایا کازانوفکا
نووایا کازانوفکا (انگلیسی: Novaya Kazanovka) یک شهرک در شهرستان ملئوزوفسکی استان باشقیرستان کشور روسیه است.